# Madonna del Garofano (Dürer)
La Madonna del Garofano è un dipinto a olio su pergamena applicata su tavola (39x29 cm) di Albrecht Dürer, siglato e datato 1516, e conservato attualmente nell'Alte Pinakothek a Monaco di Baviera. 

## Storia
L'opera venne probabilmente dipinta per la devozione privata. Nel 1630 apparteneva al principe elettore di Baviera, poi al principe vescovo di Frisinga, per entrare nel 1802 nel museo bavarese.

## Descrizione e stile
Su uno sfondo verde, Maria è ritratta frontalmente col Bambino in braccio, in un'inquadratura stretta che mostra poco più che le teste. Maria offre al Bambino un garofano rosso, simbolo del sangue della Passione e anche del matrimonio mistico tra madre e figlio, cioè Cristo e la sua Chiesa, ma Gesù non lo guarda, tutto intento a stringere una pera tra le mani, frutto che simboleggiava, tra l'altro, il Peccato originale.
Il volto delicato di Maria, rigidamente frontale, è incorniciato dai capelli biondi trattati come di consueto dall'artista con brillanti riflessi dorati stesi con sottilissime pennellate, e presenta un'aureola composta da trattini luminosi. Il suo sguardo è dolce e rassicurante, rivolto direttamente al devoto. 
La grossa testa del Bambino denota uno studio dal vero del soggetto, così come la delicata trina dell'orlo della sua veste azzurrina. Qua e là alcune decorazioni a viticcio ornano lo sfondo: sopra la testa del Bambino e in alto a destra, dove si trova il monogramma e la data.